# Budrovac
Budrovac je naselje u sastavu Grada Đurđevca, u Koprivničko-križevačkoj županiji.

## Stanovništvo
Prema popisu iz 2011. naselje je imalo 373 stanovnika.
| broj stanovnika | 683   | 822   | 833   | 920   | 931   | 1077  | 1007  | 996   | 841   | 838   | 797   | 680   | 520   | 437   | 444   | 373   | 277   |
|                 | 1857. | 1869. | 1880. | 1890. | 1900. | 1910. | 1921. | 1931. | 1948. | 1953. | 1961. | 1971. | 1981. | 1991. | 2001. | 2011. | 2021. |

## Društva
DVD Budrovac
Utemeljeno je 29. lipnja 1933., a prvu prezentaciju članovi društva održali su na Veliku Gospu iste godine na kojoj je održana i osnivačka skupština. Prije Drugog svjetskog rata društvo broji 23 člana. 1964. kupljeno je zemljište za izgradnju vatrogasnoga doma, koji je završen 1979.[nedostaje izvor]